# Wanderkessel
Der Wanderkessel ist eine Polizeistrategie zur Eindämmung potenziell gewalttätiger Demonstranten. Ein dichter Ring aus Polizisten umgibt den Demonstrationszug und macht es den Teilnehmern unmöglich, den Zug zu verlassen. Der Wanderkessel wurde in Berlin unter dem Innensenator Wilhelm A. Kewenig (1981–1989) eingeführt und seither häufig verwendet. 
Der Wanderkessel wird häufig kritisiert, weil er auch auf friedliche Demonstranten aggressiv wirkt und Gewalt erst provozieren kann. Wie jeder Polizeikessel macht er es friedlichen Demonstranten unmöglich, bei Ausbruch von Gewalttätigkeiten zu entkommen.
Um Wanderkessel zu umgehen, wird gelegentlich eine Demonstrationsform mit der Bezeichnung Out of Control angewendet.